# Malerei der Renaissance

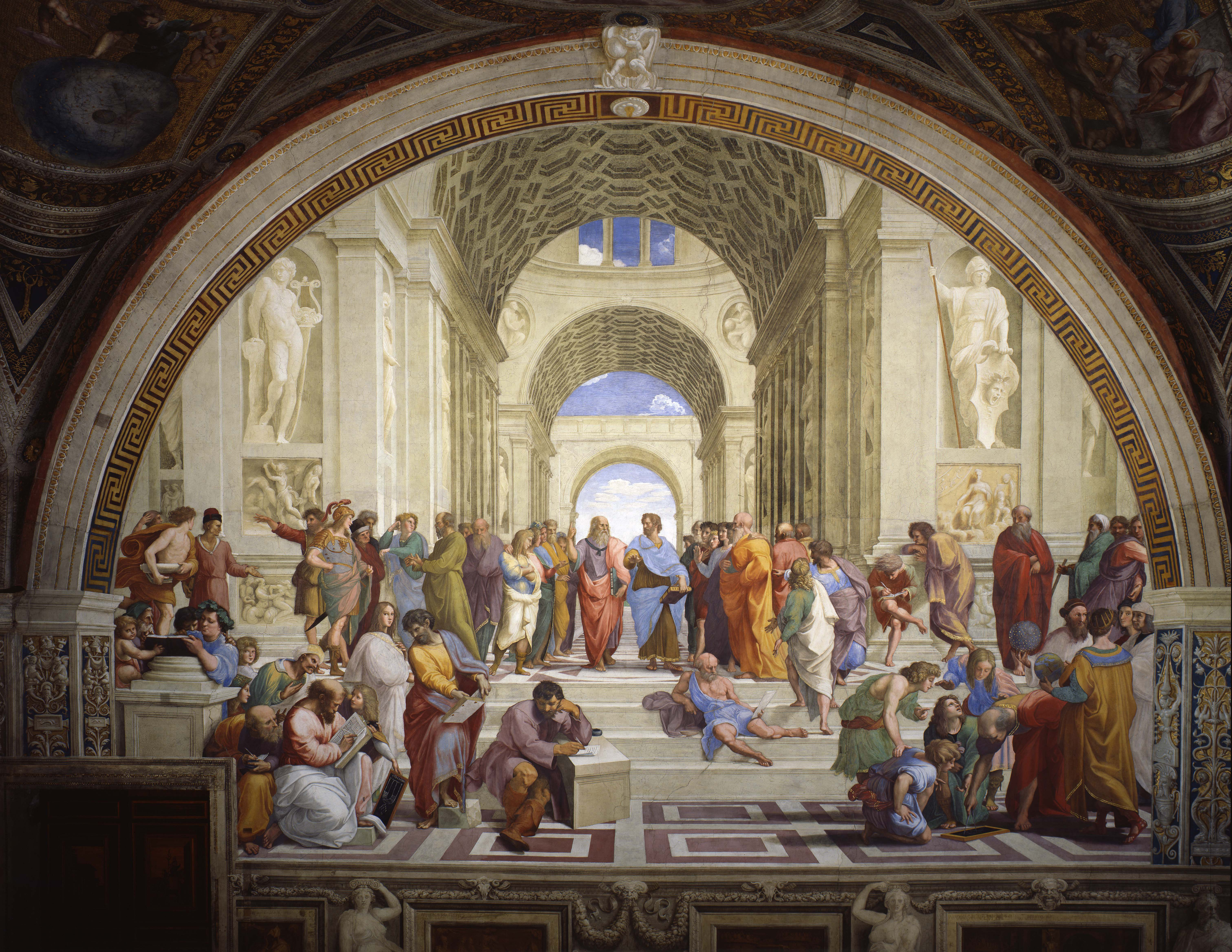
Raffael: Schule von Athen, 1509–1510, Stanza della Segnatura, Vatikanstaat.

Die Malerei der Renaissance setzte um 1420 in Florenz ein (Frührenaissance 1420–1500), erreichte ihren Höhepunkt zu Anfang des 16. Jahrhunderts (Hochrenaissance, 1500–1520) und wirkte in ihrer Spätzeit neben dem um 1520/30 aufkommenden Manierismus fort. Seit der Wende zum 16. Jahrhundert wurden Formen der Renaissance von allen europäischen Ländern aufgenommen und ihren Überlieferungen entsprechend abgewandelt.
Künstlerische Malerei findet sich hauptsächlich als Ausmalung von Kirchen und Klöstern sowie deren Altarbildern. Porträt, Landschaften, Alltagsszenen und Stillleben kamen im Mittelalter und der Renaissance als Kunstgemälde erst sehr spät hinzu.
Die Malerei der Renaissance ist der ästhetische Inbegriff von Anmut und Form, auf dem ein Großteil der Normen der Moderne beruht. Ihr Einfluss auf die Malerei späterer Generationen war überwältigend. Die hauptsächlichen Arbeitstechniken wie auch die übliche Auswahl der Themen und ihre Darstellungsweise reiften und wurden im damaligen Zeitalter entwickelt.

## Ursprünge

### Italien

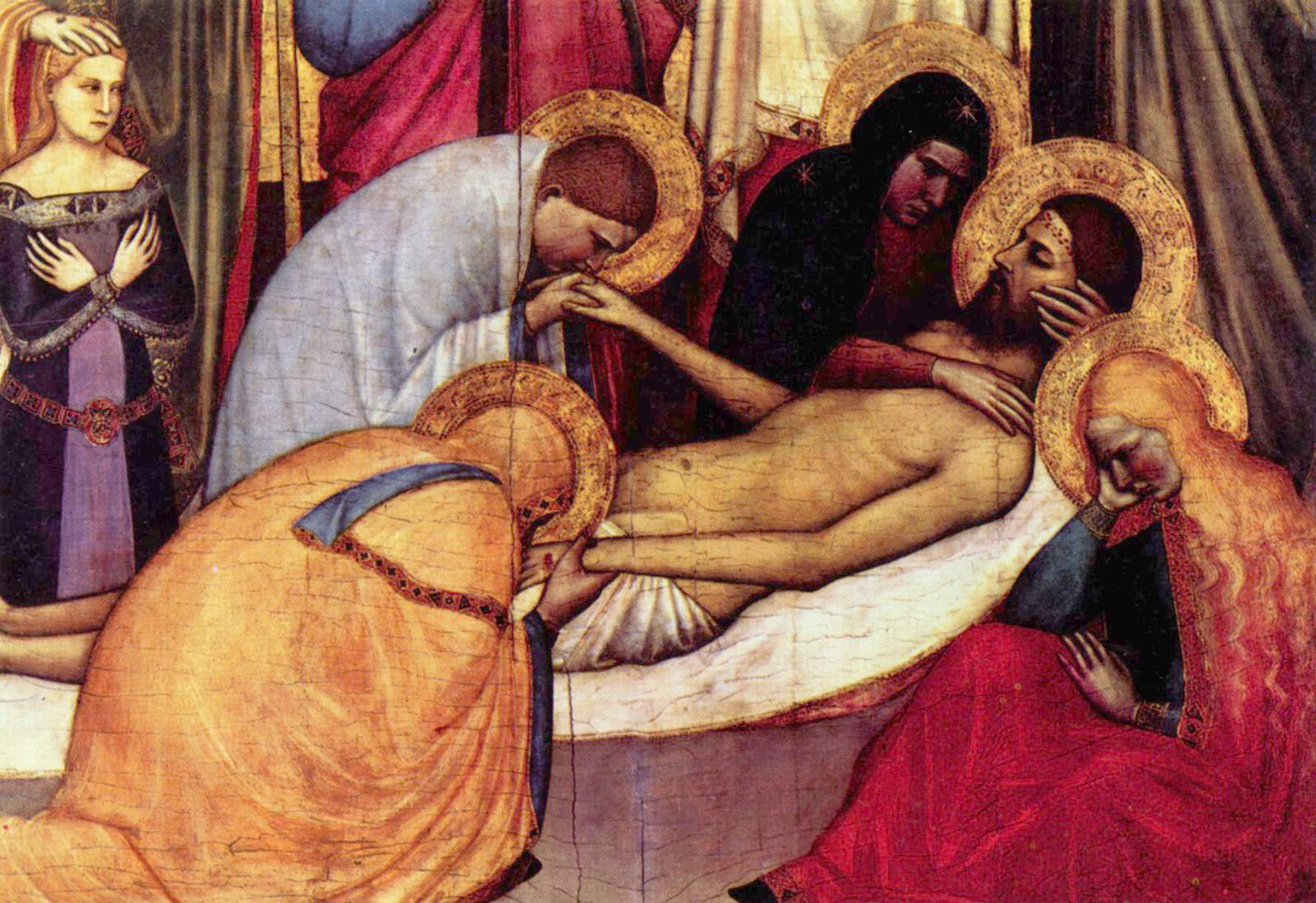
Giotto di Bondone: Pietà (Detail), um 1300

Die Malerei der Renaissance hat ihren Ursprung in den Arbeiten einiger ungewöhnlich begabter Vorläufer im Italien des späten 13. Jahrhunderts (ital.: Duecento). Nach dem legendären Florentiner Cimabue führte sein Mitbürger Giotto di Bondone revolutionäre dreidimensionale, der Wirklichkeit entsprechende Elemente und eine kühne Ausdrucksform der menschlichen Figur ein. Er brach mit der priesterlichen Symbolik des Mittelalters und ließ die Kunst des Freskos neu aufleben. Das Fresko trat an die Stelle des Mosaiks und wurde zur bevorzugten Ausdrucksform der monumentalen Gemälde der Renaissance. Sein Zeitgenosse Duccio di Buoninsegna in Siena hielt noch immer an byzantinischen Stilformen fest, wie es auch Simone Martini noch in beträchtlichem Maße tat. Letzterer stellte zudem das erste nichtreligiöse Gemälde her, das einen berittenen Condottiere zum Thema hatte. Der junge Ambrogio Lorenzetti, auch aus Siena, malte Allegorien des bürgerlichen Lebens und bediente sich eines realistischen Stils.
Giottos Art der Malerei wurde im 14. Jahrhundert (ital.: Trecento) von seinen florentinischen Anhängern weitergeführt, zu denen Taddeo Gaddi, Gaddo Gaddi und Maso di Banco gehörten. Orcagna kehrte jedoch im dritten Teil des Jahrhunderts zu einem streng byzantinischen Stil zurück. Der Wechsel war nicht nur auf Italien beschränkt. Die stilisierte Eleganz, der weiche Stil (Internationale Gotik), aristokratisch und grotesk zugleich, verbreitete sich damals in Westeuropa und hatte auf die Buchmalerei eine ganz besondere Wirkung. Ihr hervorragendster Anhänger in Italien war Gentile da Fabriano, gefolgt von weniger einflussreichen Künstlern wie Stefano da Verona und ihrem gemeinsamen Schüler Antonio Pisanello.

### Flandern

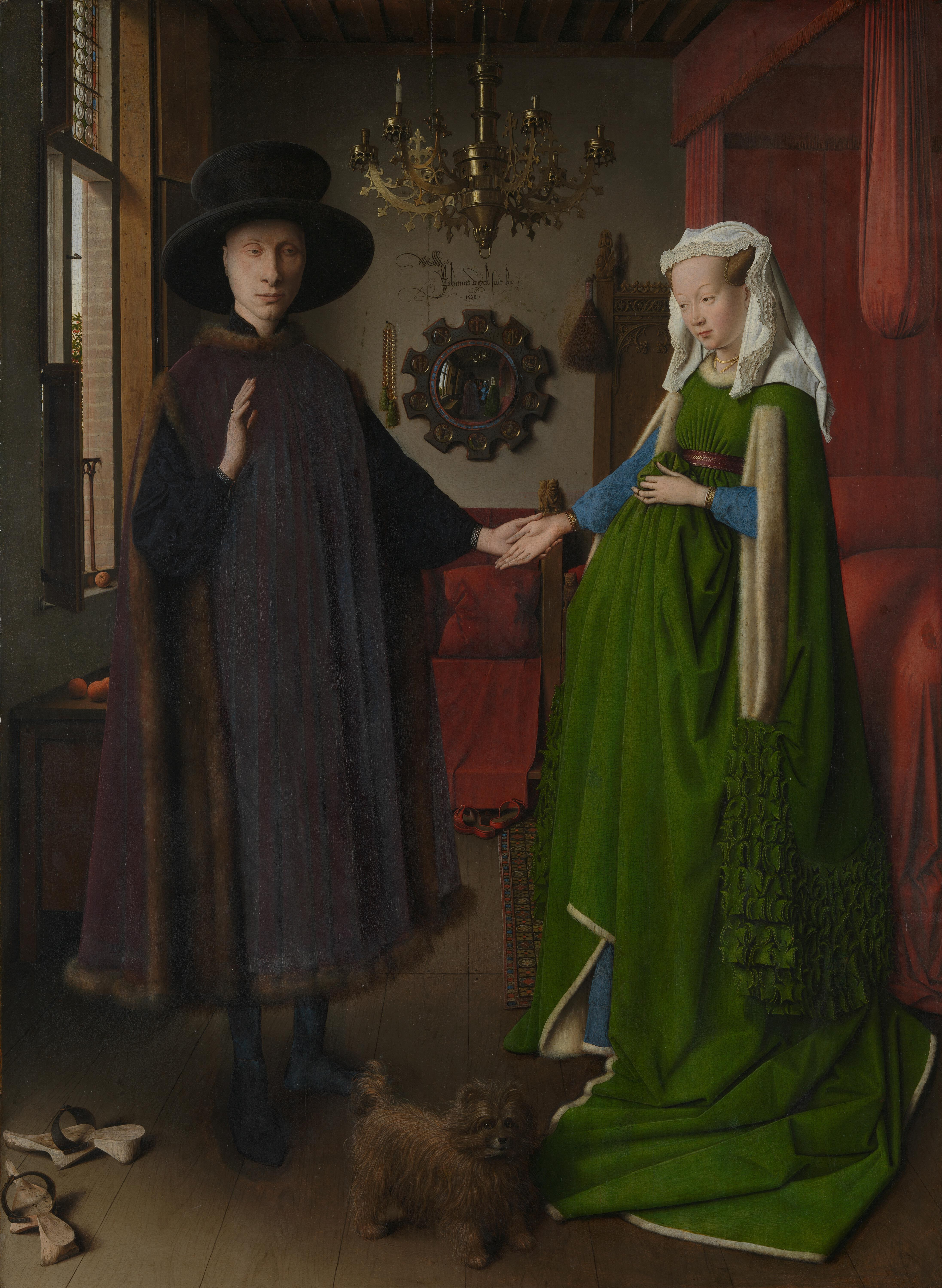
Jan van Eyck: Arnolfini-Hochzeit, 1434, National Gallery, London

Es ist kein chronologischer Zufall, dass die Reaktion des Realismus auf die Internationale Gotik sowohl in Italien als auch in Flandern um 1425 eintrat. In Brügge verband Jan van Eyck eine neue Technik der Ölmalerei mit Elementen der Perspektive und einem durchdringenden Blick für den menschlichen Gesichtsausdruck. Er brachte eine einflussreiche neue Schule in Gang. Als sein begabtester Nachfolger gilt Rogier van der Weyden; weiter ragen Dierick Bouts, Hugo van der Goes und Hans Memling hervor. Die neuen von ihnen eingeführten Formen der Malerei wirkten fruchtbar bis hin nach Spanien, Portugal und selbst auf die Italiener. In Deutschland machte sich ihr Einfluss auf Maler des 15. Jahrhunderts wie Konrad Witz, Lukas Moser und Hans Multscher bemerkbar.

### Frankreich
In Frankreich war die Lage allerdings etwas verwickelter, da dort gleichzeitig eine starke Tendenz zur Fortführung der Internationalen Gotik und zur Aufnahme äußerer Einflüsse vorhanden war. Diese mehr konservative Tendenz ist besonders in den Buchmalereien der Brüder von Limburg und später bei Jean Bourdichon bemerkbar. Die bekannte Pietà eines unbekannten Künstlers der Avignon-Schule (um 1450) ist ein Meisterwerk, das Feinfühligkeit mit Realismus verbindet. Die Arbeiten von Jean Fouquet und Enguerrand Charonton sind mit denen Flanderns und Italiens verwandt. Trotz allem wurde die Zukunft der europäischen Malerei in Italien vorbereitet.

## Frührenaissance

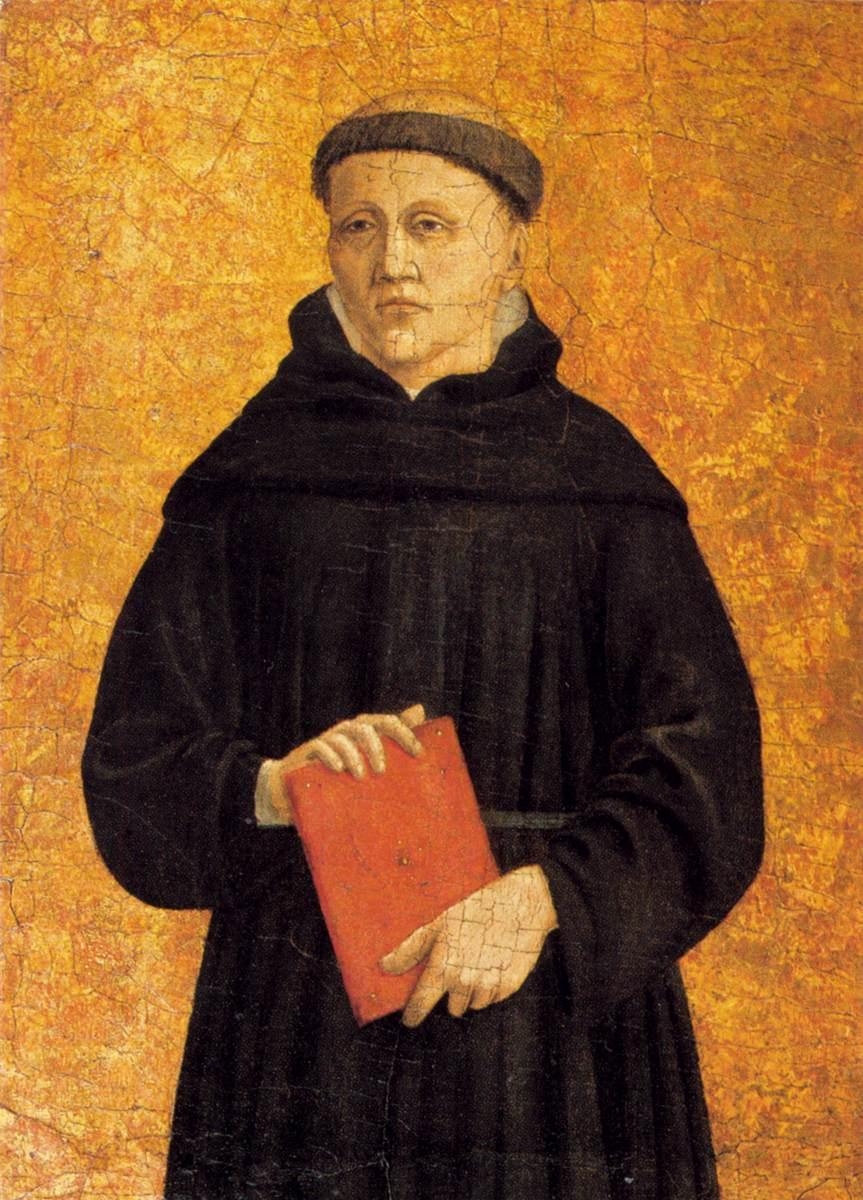
Augustinus von Hippo von Piero della Francesca

Masaccio ließ Giottos realistischen Stil in seinen Fresken der Brancacci-Kapelle (1425–27) von Santa Maria del Carmine in Florenz wieder aufblühen. Er lernte von Filippo Brunelleschi die Prinzipien der exakten Perspektive und übernahm von Donatello das Interesse an klassischen Formen und am Akt. Die starke Abstufung von Licht und Schatten (Chiaroscuro), die seinen Gemälden eine neue dreidimensionale plastische Gestaltung gab, war ganz und gar sein eigenes Werk. Sein Beitrag zur Kunst war nur teilweise in den eleganten religiösen Werken Fra Angelicos bemerkbar, aber er bezauberte Paolo Uccello und wurde von Andrea del Castagno nachgeahmt. Außerhalb von Florenz waren Piero della Francesca und Andrea Mantegna die zwei einflussreichsten Meister in dieser Art der Malerei. Mantegna leistete auch, ebenso wie Antonello da Messina, einen wichtigen Beitrag zum Aufstieg der venezianischen Schule.
In der zweiten Hälfte des 15. Jahrhunderts waren florentinische Maler mit ihrer Betonung feiner Skizzenarbeit und Linienform weiterhin durch die Qualität ihrer Arbeiten in Italien führend. Sie begannen, sich für mythologische Themen zu interessieren, deren erste Beispiele die monumentalen Werke von Sandro Botticelli waren. Sie entwickelten aber auch eine bessere Kenntnis der menschlichen Anatomie, wie aus den Arbeiten von Antonio Pollaiuolo und Luca Signorelli ersichtlich ist. Ihre Madonnen in der Art von Filippo Lippi stellten Weiblichkeit und Mutterschaft dar. Porträtmalerei wurde zunehmend beliebt und auffallend naturalistisch wie in den Arbeiten von Domenico Ghirlandaio und zeigte Versuche psychologischer Darstellung.

## Hochrenaissance

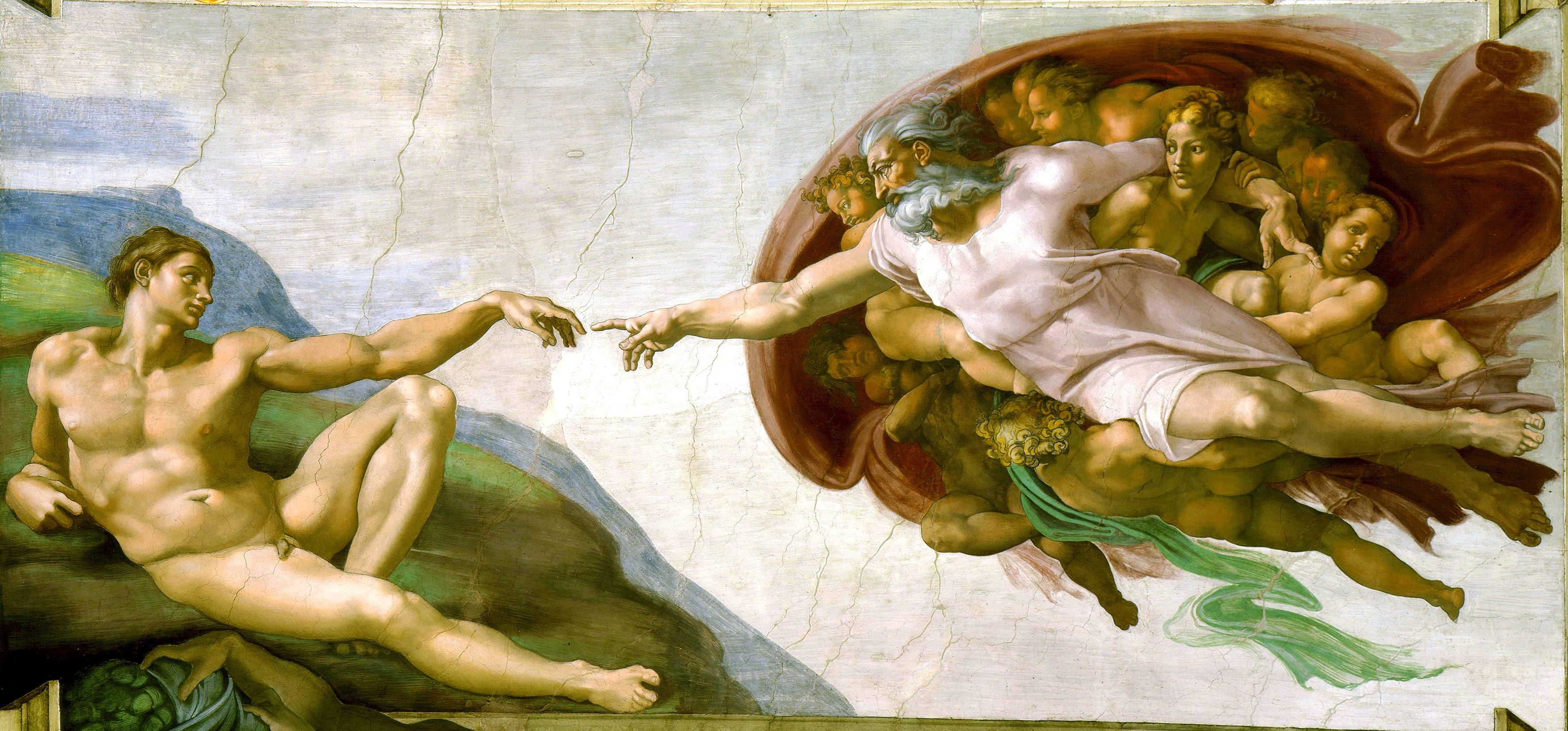
Die Erschaffung Adams von Michelangelo

Die italienische Malerei der Hochrenaissance nahm eine verhältnismäßig kurze Zeitspanne während des ersten Viertels des 16. Jahrhunderts ein, war aber reichhaltig und fruchtbar. Die Leistungen von Leonardo da Vinci, Michelangelo und Raffael zusammengenommen verkörpern einen Stil klassischer Schönheit, Harmonie und Grazie, der im Laufe der Zeit als endgültige Erfüllung universeller künstlerischer Ideale angesehen wurde. Im Hinblick auf die Technik überflügelten sie alle ihre Vorgänger, wie besonders ein Blick auf ihre Zeichnungen bestätigt. Zusätzlich leistete jeder von ihnen einen spezifischen persönlichen Beitrag – Leonardo da Vinci mit seiner erfinderischen Formgebung, Michelangelo mit seinen heroischen Skulpturen und Raffael mit der ausgeglichenen Gelassenheit seiner Kompositionen.
Es gab einen Überfluss kleinerer Genies: Andrea del Sarto aus Florenz, der Meister der sanften Körperhaltung, und Antonio da Correggio aus Parma, dessen lieblicher Stil und Deckenfresken die Maler noch die Maler des 17. und 18. Jahrhunderts inspirierten. Die wahren Erben des ausgeglichenen Stils der Hochrenaissance waren die Venezianer. Im späten 15. Jahrhundert gründete Giovanni Bellini eine Malerschule, die Landschaft, Licht und Farbe betonte. Ihm folgten Giorgione, Meister der ländlichen Atmosphäre, und Tizian.

## Spätrenaissance

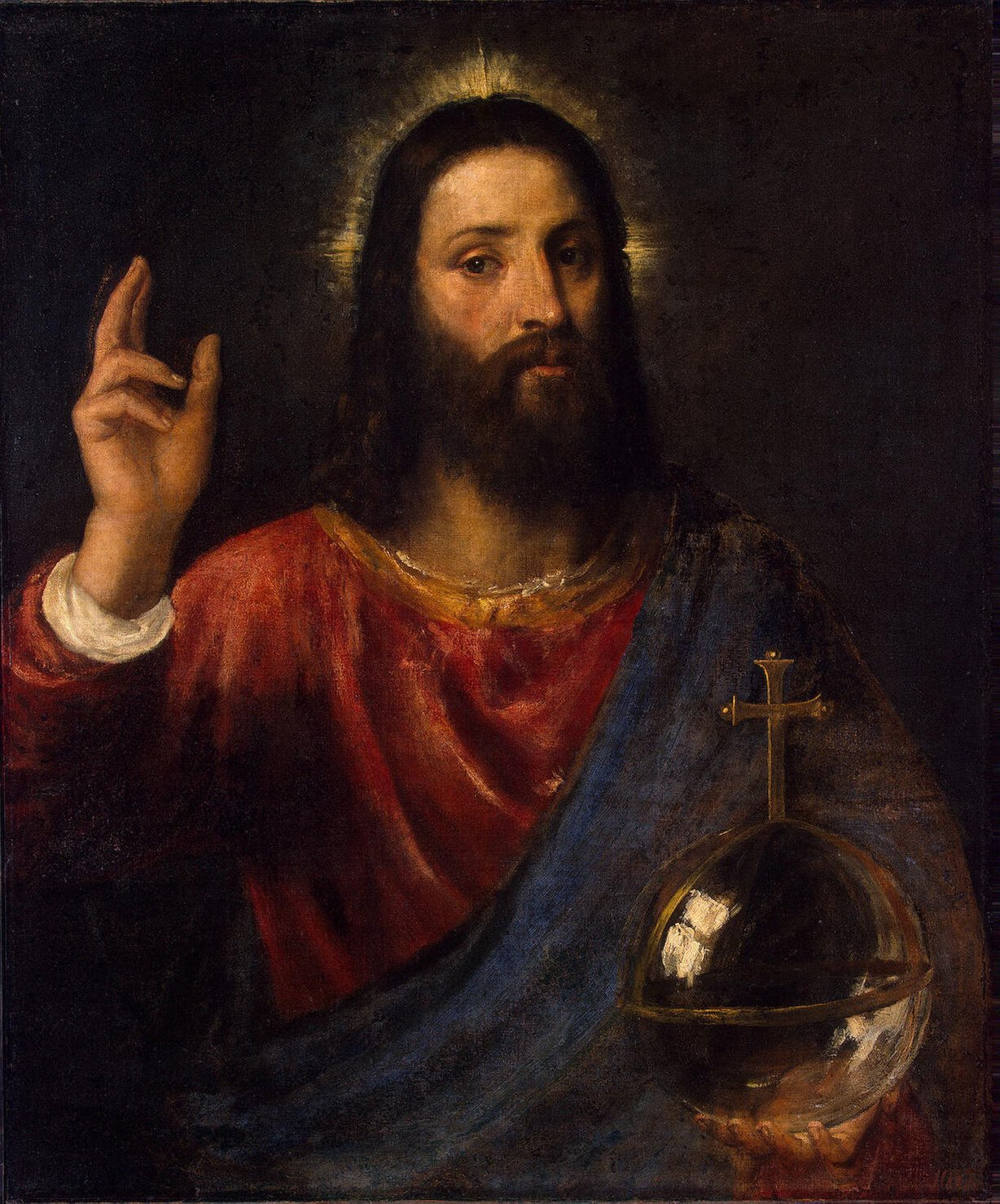
Tizian: Salvator Mundi, ca. 1570, Öl auf Leinwand, 96 × 80 cm, Eremitage, St. Petersburg

Aufgrund seiner langen Lebenszeit spannt sich die Wirkungszeit Tizians noch bis weit in die Spätrenaissance und er brachte die venezianische Malerei zu Höhen der Vollkommenheit, die ihr die Bewunderung ganz Europas gewann. Dabei wandelte sich sein Stil in mittleren und späten Jahren und wurde einerseits immer dunkler, andererseits die Pinselführung immer weicher. Ihm folgte Paolo Veronese, der die klassische venezianische Tradition mit seiner dekorativen Pracht zu weiteren Gipfeln höchster Vollendung führte.
Daneben entwickelte sich in der Spätrenaissance der Stil des Manierismus (siehe unten).

## Die Renaissance in Nordeuropa
In Deutschland wurde Albrecht Dürer ein begeisterter Verfechter der Italiener und beeinflusste eine ganze Künstlergeneration. Lucas Cranachs Aufnahme der neuen Richtung blieb oberflächlicher, bei ihm wirkten noch Ideale der Spätgotik nach. Doch ist das natürliche Menschenbild der Renaissance in den Porträts von Hans Burgkmair d. Ä. deutlich und auch in den Gemälden von Albrecht Altdorfer und seinen Anhängern, der sogenannten Donauschule, erkennbar. Hans Holbein der Jüngere entfaltet in seinen naturalistischen Porträts die Würde und Ruhe der Hochrenaissance und brachte diese Art der Malerei nach England.
Ähnlich bedeutend für das höfische Porträt der Renaissance in Frankreich ist das Wirken von Jean und François Clouet.
Um die gleiche Zeit begannen flämische und niederländische Maler unter der Führung von Jan Mabuse, Quentin Massys und Jan van Scorel, Leonardo da Vinci und Michelangelo mit unterschiedlichem Erfolg nachzuahmen. Dennoch leisteten einige der besten Maler des Nordens dem italienischen Einfluss Widerstand und blieben der gotischen Tradition oder ihrer persönlichen Ausdruckskraft treu. Das gilt vor allem für Hieronymus Bosch und Pieter Bruegel d. Ä. in den Niederlanden und für Matthias Grünewald in Deutschland.

## Manierismus

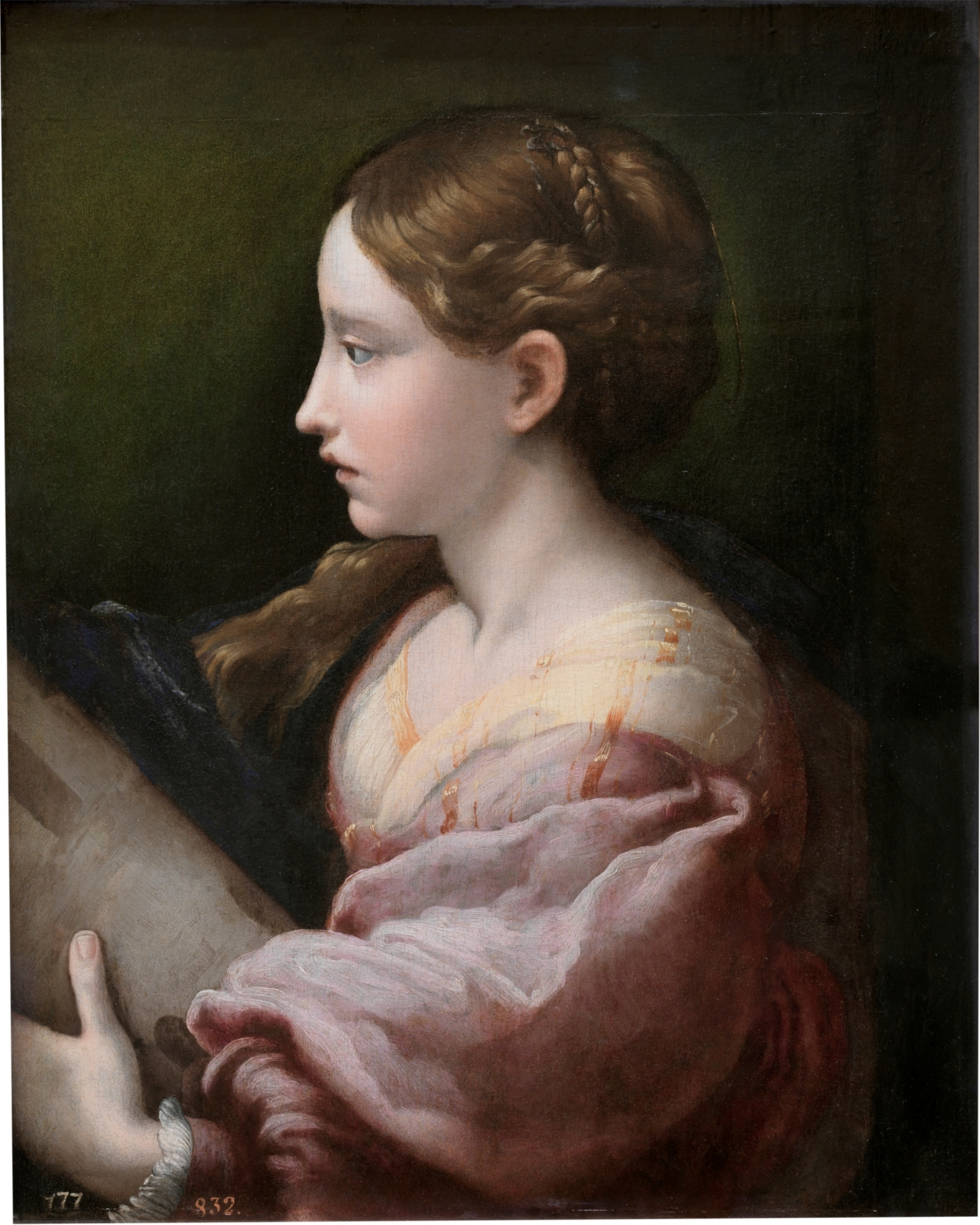
Heilige Barbara von Parmigianino

Gleichzeitig entwickelte die Generation, die auf die Meister der Hochrenaissance folgte, um 1520 in Florenz und Rom individuelle Tendenzen, die später als Manierismus bezeichnet wurden. Das Abrücken von dem Ideal der Harmonie in den Arbeiten von Jacopo da Pontormo, Rosso Fiorentino, Giulio Romano, Parmigianino ist zum Teil Ausdruck ihres künstlerischen Interesses unter anderem an der ästhetischen Wirkung. Agnolo Bronzino, ein Meister der losgelösten analytischen Porträtmalerei, sowie der Maler und Kunsthistoriker Giorgio Vasari gehörten zu den führenden Exponenten des italienischen Manierismus.
In Venedig war Jacopo Tintorettos manieristisch inspirierte und reich bewegte Malerei eine Ausnahme.
Die neue italienische maniera beeinflusste auch Maler außerhalb Italiens. In den Niederlanden gehören Frans Floris und Martin van Heemskerck zu den führenden manieristischen Malern. Ein Zentrum des Spätmanierismus war der Hof Rudolphs II. in Prag, wo unter anderem Giuseppe Arcimboldo und Bartholomäus Spranger wirkten. In Spanien spiegeln die Arbeiten von El Greco eine intensive Religiosität und Mystik.
Die französische Malerei war ab etwa 1530 unter dem Einfluss des Manierismus. Francesco Primaticcio und Rosso Fiorentino, maßgebliche Vertreter der Schule von Fontainebleau in Frankreich, halfen bei der Entwicklung eines Stils, der vor allem durch Eleganz beeindruckt.
Hans Eworth brachte den manieristischen Stil nach England, und Nicholas Hilliard führte ihn dort mit seinen vorzüglichen Miniaturen fort.

## Übergang zum Barock
Ende des 16. Jahrhunderts war die europäische Malerei für eine größere Veränderung reif, und der neue Stil, der später als Barock bezeichnet werden sollte, verschmolz Farben und Form zu einer grandiosen Einheit, die darauf abzielte, die Gefühle des Betrachters stark anzusprechen. Die Veränderung begann in Rom mit den Arbeiten von Michelangelo Merisi da Caravaggio in den 1590er Jahren und der Beendigung der Fresken im Palazzo Farnese durch Annibale Carracci (1604). Bedeutende Anhänger Caravaggios und Carraccis waren Giovanni Lanfranco und Domenichino.
Der wohl berühmteste Vertreter des frühen Barock ist Peter Paul Rubens, der den neuen Stil im Laufe seiner Italienreise annahm. In der ersten Hälfte des 17. Jahrhunderts entstanden bedeutende Zentren der Malerei mit den niederländischen, spanischen und französischen Schulen.